# ناحیه فلیکس، شهرستان گراندی، ایلینوی
ناحیه فلیکس (به انگلیسی: Felix Township) یک منطقهٔ مسکونی در ایالات متحده آمریکا است که در شهرستان گراندی، ایلینوی واقع شده است. ناحیه فلیکس ۱۶۶ متر بالاتر از سطح دریا واقع شده است.